# Hell (stacja kolejowa)
Hell – stacja kolejowa w Hell w gminie Stjørdal w okręgu Trøndelag w Norwegii w odległości 31 km od Trondheim. Leży na skrzyżowaniu linii Nordlandsbanen, której stanowi formalny początek i Meråkerbanen. Pierwszy dworzec powstał w roku 1881, a obecny pochodzi z 1902 roku.

## Ruch pasażerski
Stacja przyjmuje dwie pary pociągów do Trondheim i szwedzkiej miejscowości Östersund. Jest także ostatnią stacją kolei aglomeracyjnej w Trondheim i obsługuje lokalny ruch do Trondheim S, Lerkendal i Steinkjer.  Pociągi odjeżdżają co pół godziny w godzinach szczytu i co godzinę poza szczytem.
Odprawa podróżnych odbywa się w pociągu.

## Nazwa
Podobnie jak austriacka miejscowość Fucking, stacja zawdzięcza pewną popularność wśród turystów swej nazwie, oznaczającej w języku angielskim piekło oraz będącej składnikiem popularnych przekleństw. We współczesnym języku norweskim słowo hell oznacza szczęście.